# Anton Suchý
Anton Suchý (1º gennaio 1972) è un ex calciatore slovacco, di ruolo difensore.

## Carriera

### Nazionale
Ha collezionato 2 presenze con la maglia della propria Nazionale.